# Aanslag in Stockholm op 7 april 2017
Op 7 april 2017 vond er een aanslag in de Zweedse hoofdstad Stockholm plaats.

## Verloop
Rond 14.53 uur reed een gestolen vrachtwagen in Drottninggatan in op mensen en ramde, na ongeveer 500 meter, een warenhuis. Hierbij vielen negentien slachtoffers, onder wie vijf doden. Een van de gewonden stierf enkele weken later. Twee van de dodelijke slachtoffers waren Zweeds, de andere twee hadden de Britse en Belgische nationaliteit.
De Zweedse politie hield enkele uren na de aanslag Rakhmat Akilov, een 39-jarige man uit Oezbekistan, aan in Märsta. Ook een tweede verdachte werd gearresteerd op verdenking van "terroristische misdaden door moord", maar deze beslissing werd achteraf ingetrokken.
Akilov was de chauffeur van de gestolen vrachtwagen. Hij bleek een uitgewezen asielzoeker die gezocht werd door de politie. De dag voor de aanval had hij trouw gezworen aan Islamitische Staat (IS) in een zelf opgenomen video. En de Zweedse politie deelde tevens mee "dat hij zijn sympathie geuit heeft voor extremistische groeperingen, waaronder IS". Op 11 april 2017 deelde zijn advocaat Johan Eriksson mee dat Akilov bekend had dat hij een terroristische daad had gepleegd en zijn motivatie aan de rechtbank had toegelicht. Akilov had ook gevraagd om vertegenwoordigd te worden door een soennitische raadsman, maar dat werd afgewezen door de Zweedse rechtbank. Op 13 februari 2018 begon zijn proces en op 7 juni werd hij tot levenslang veroordeeld. Daarnaast besliste de rechtbank dat de terrorist bij een voortijdige vrijlating moet uitgewezen worden, aangezien hij illegaal in het land verblijft, en nooit meer naar Zweden mag terugkeren.

## Voorgeschiedenis, reconstructie
Volgens de Oezbeekse minister van Buitenlandse Zaken, Abdulaziz Kamilov, hadden de Oezbeekse veiligheidsdiensten gewaarschuwd voor Rakhmat Akilovs banden met IS via hun westerse partners, maar niet gespecificeerd welke dat waren. Volgens de minister werd Akilov door IS gerekruteerd toen hij in 2014 vanuit Oezbekistan naar Zweden vertrok.